# Un jeu risqué
Pour les articles homonymes, voir Wichita (homonymie).
Pour plus de détails, voir Fiche technique et Distribution.
Un jeu risqué (titre original : Wichita) est un film américain réalisé par Jacques Tourneur, sorti en 1955.

## Synopsis
Wichita (Kansas) est une petite bourgade de l'Ouest américain qui vit essentiellement du commerce du bétail et espère un développement important avec l'inauguration de sa liaison par le chemin de fer avec l'Est du pays.
Un convoi de bétail approche de la ville, mené par des cow-boys texans avides de se défouler en ville après deux mois de trajet. Wyatt Earp, chasseur de bison qui se dirige aussi vers Wichita, fait étape auprès d'eux, mais les quitte après la tentative nocturne de vol de son pécule par deux cow-boys, couverts par le chef du convoi.
Wyatt Earp arrive le premier à Wichita et dépose son argent à la banque. Il fait alors échouer une tentative de hold-up avec un minimum de violences, ce qui conduit Andrew Hocke, le maire de la ville, à lui proposer la charge de shérif, ce qu'il refuse malgré son insistance. Mais lorsque les convoyeurs de bétail, après un après-midi de beuveries, se mettent à saccager la ville en tirant des coups de feu partout, un enfant est tué à sa fenêtre d'une balle perdue. Wyatt Earp accepte alors de prêter serment pour devenir shérif. Il arrête aussitôt un groupe de cow-boys et les mène en prison, puis arrête le chef de troupeau qui l'a menacé d'employer la force pour libérer ses hommes. Le lendemain, Wyatt Earp enjoint à ces cow-boys de quitter définitivement Wichita et interdit le port d'armes en ville. Mais certains notables, menés par l'entrepreneur Sam McCoy, s'inquiètent de l'impact de ces mesures énergiques sur la fréquentation de Wichita par les éleveurs de bétail…

## Fiche technique
- Titre original : Wichita
- Titre français : Un jeu risqué
- Réalisation : Jacques Tourneur
- Scénario : Daniel B. Ullman
- Photographie : Harold Lipstein
- Montage : William Austin
- Musique : Hans J. Salter
- Direction artistique : David Milton
- Décors : Joseph Kish
- Son : Ralph Butler
- Producteur : Walter Mirisch
- Producteur associé : Richard Heermance
- Société de production : Allied Artists Pictures
- Société de distribution : Allied Artists Pictures
- Pays de production :  États-Unis
- Langue originale : anglais
- Format : Couleur (Technicolor) + Noir et blanc — 35 mm — 2,35:1 (CinemaScope) — Son : Mono (Western Electric Recording)
- Genre : Western
- Durée : 81 min
- Date de sortie : 
  - États-Unis : 3 juillet 1955

## Distribution
- Joel McCrea (VF : Jacques Erwin) : Wyatt Earp (Michel en VF)
- Vera Miles (VF : Claude Winter) : Laurie (Laurence en VF) McCoy
- Lloyd Bridges : Gyp Clements
- Wallace Ford (VF : Raymond Rognoni) : Arthur Whiteside
- Edgar Buchanan (VF : Jean Toulout) : Doc (Jack en VF) Block
- Peter Graves (VF : Jean-Claude Michel) : Morgan Earp
- Keith Larsen (VF : Roland Ménard) : Bat (Pierre en VF) Masterson
- Carl Benton Reid (VF : Jacques Berlioz) : le maire Andrew Hocke
- John Smith : Jim Earp
- Walter Coy (VF : Jean-Jacques Delbo) : Sam McCoy
- Robert J. Wilke (VF : André Valmy) : Ben Thompson
- Walter Sande (VF : Pierre Morin) : Clint Wallace
- Jack Elam (VF : Raymond Loyer) : Al Mann
- Mae Clarke : Mary Elizabeth McCoy
- Rayford Barnes (VF : Marc Cassot) : Hal Clements
- I Stanford Jolley (VF : Abel Jacquin) : John Stanton
- Gertrude Astor (VF : Lita Recio) : l'entraîneuse en chef du Saloon
- Chester Jones (VF : Georges Aminel) : William, le domestique noir des McCoy
- Charles Morton (VF : Claude Bertrand) : le premier barman
- George DeNormand (VF : Gabriel Sardet) : le patron de l'hôtel
- Rory Mallinson : le troisième voleur

## Chanson du film
- "Wichita", musique de Hans J. Salter, paroles de Ned Washington, interprétée par Tex Ritter

## Récompenses et distinctions
- Golden Globe du meilleur film dramatique en extérieurs (Golden Globe Award for Best Picture - Outdoor Drama) en 1956.

## Autour du film
- Wyatt Earp exerça effectivement la police à Wichita au milieu des années 1870.